# Pommereschea lackneri
Pommereschia lackneri là một loài thực vật có hoa trong họ Gừng. Loài này được Marx Carl Ludwig Wittmack miêu tả khoa học đầu tiên năm 1895.
Tên gọi trong tiếng Trung là 直唇姜 (trực thần khương), nghĩa đen là gừng môi thẳng.

## Từ nguyên
Tính từ định danh lackneri có lẽ là để vinh danh Carl Lackner, chỉ huy bộ phận làm vườn tại Steglitz ở tây nam Berlin, với các cây trồng tại đây (từ mẫu vật nhập khẩu từ Myanmar) nở hoa vào tháng 10-11 năm 1894.

## Phân bố
Tìm thấy tại miền bắc Thái Lan, cao nguyên Shan ở đông bắc Myanmar và có thể có tại Tây Song Bản Nạp ở miền nam tỉnh Vân Nam, Trung Quốc.

## Mô tả
Cây thảo lâu năm, thanh mảnh. Thân rễ gần như nằm ngang, ngược lên trên ở một góc lệch nhất định, các củ hình cầu, dạng chuỗi hạt, mặt ngoài đầy gai, xuất hiện bên cạnh và hơi thò ra từ chùm rễ. Rễ mập, mọng, hình chỉ, dài tới 10 cm; thân giả vài cái, mọc thẳng đứng, cao 50–70 cm, cuống thuôn tròn, nhẵn; lá xếp thành 2 dãy, dãy thấp gần như chỉ là các bẹ lá, lưỡi bẹ 2 thùy, 4–6 mm, phần còn lại là 4-5 lá với bẹ và cuống lá dài, cuống lá dài 4–8 cm, hình máng ở đỉnh, phiến lá thuôn dài – hình mũi mác, đáy gần như hình tim hoặc gần hình mũi tên có tai với khoảng hở cong, 2 thùy đáy tách biệt, dần thon nhỏ phía trên thành nhọn thon, dài 15–25 cm, rộng 3,5–6 cm, hai mặt nhẵn nhụi hoặc mặt xa trục có lông tơ; cụm hoa đầu cành, cuống cụm hoa dài 12 cm, 1 cành hoa bông thóc (tương tự như Globba với trục giả), dài 8–12 cm, gần như hai dãy. Lá bắc hình mũi mác, che phủ đài hoa vài dài như nó hoặc hơn, dài 1,5-2,5 cm, nhọn thon, hơi lõm; lá bắc con nhỏ. Đài hoa hình ống tới gần hình chùy, chẻ hình đĩa gần tới đáy ở một bên, đỉnh 2 răng, dài 1,5 cm, hoa màu vàng kim, ống tràng dài và mỏng, dài 2-2,5 cm, các thùy hình mũi mác, dài ~1-1,3 cm, thường chèn không đều; cánh môi hình nêm, 2 răng, gắn với nhị hoa và hơi bao quanh nó, chỉ nhị rất dài và mỏng, dài 3,5–4 cm, có rãnh, ngoằn ngoèo. Bao phấn màu vàng kim, thẳng, dài 7–8 mm, 2 tai ở đáy, thuôn tròn ở đỉnh, mô vỏ bao phấn phân nhánh. Phấn hoa hình cầu. Không mô liên kết. Bầu nhụy hình xoan hoặc thuôn dài với 2 nhụy lép thẳng, dài, 3 ngăn, nhiều hạt, vòi nhụy rất dài, hình chỉ, nằm trong rãnh của chỉ nhị và bao phấn, bao phấn hơi thò ra, đầu nhụy lõm, với vòng lông cứng quanh mép. Tuyến mật hình chỉ, dài 7–8 mm. Ra hoa tháng 8. 2n = 22.